# Trichomorpha panamica
Trichomorpha panamica är en mångfotingart som beskrevs av Chamberlin 1925. Trichomorpha panamica ingår i släktet Trichomorpha och familjen Chelodesmidae. Inga underarter finns listade i Catalogue of Life.